# Banedesign
Banedesign (en. level design eller map design) er en designproces, hvori en bane eller et kort (en. map) skitseres i et givet omfang, så det senere kan skabes i et baneredigeringsprogram.
| computerspil | Spire Denne computerspilsrelaterede artikel er en spire som bør udbygges. Du er velkommen til at hjælpe Wikipedia ved at udvide den. |